# Lista över HBTQ-aktivister
Detta är en lista över betydelsefulla HBTQ-rättighetsaktivister. De har arbetat för att främja HBTQ-rättigheter genom politiska förändringar, rättsliga åtgärder eller publicering. Listan är ordnad efter land och alfabetiskt.

## Argentina
- Claudia Castrosín Verdú, hon och hennes partner var det första lesbiska paret som bildade en civil union i Latinamerika; vice president för FALGBT [1]
- María Rachid, politiker och HBT -rättighetsaktivist, partner till Claudia Castrosín Verdú [1]
- Diana Sacayán, styrelseledamot i International Lesbian, Gay, Bisexual, Trans and Intersex Association och en ledare för Antidiscriminations Liberation Movement [2]

## Australien
- Ron Austin [3]
- Peter Bonsall-Boone [4]
- Bob Brown [5]
- Lyle Chan, medlem i ACT UP [6]
- Rodney Croome
- Peter De Waal [7]
- Craig Johnston (politiker) [8]
- Julie McCrossin [9]
- Michael Kirby (domare), Justice of High Court of Australia

## Österrike
- Helmut Graupner [10]
- Gery Keszler, arrangör av Life Ball [11]
- Alex Jürgen [12]
- Ulrike Lunacek [13]

## Bangladesh
- Xulhaz Mannan [14]

## Belize
- Derricia Castillo-Salazar [15]
- Caleb Orozco [16]

## Brasilien
- Luiz Mott [17]
- Jean Wyllys [18]
- Toni Reis [19]
- João Silvério Trevisan [20]
- Míriam Martinho [21]

## Bulgarien
- Desislava Petrova

## Kamerun
- Joel Gustave Nana Ngongang
- Alice Nkom [22]

## Kanada
- Michelle Douglas [23]
- Brent Hawkes [24]
- George Hislop [25]
- Irshad Manji [26] [27] [28] [29]
- Christin Milloy [30]
- Arsham Parsi [31]
- Svend Robinson [32]
- Bill Siksay [33]

## Chile
- Luis Larraín [34]
- Pedro Lemebel [35]
- Jaime Parada [36]
- Pablo Salvador [37]

## Kina, Folkrepubliken
- Li Tingting, HBT -rättigheter och feministisk aktivist [38]
- Li Yinhe [39]
- Cui Zi'en [40]
- Xian, HBT-rättighetsaktivist och grundare av den pekingbaserade lesbiska organisationen Tongyu [41]

## Colombia
- Virgilio Barco Isakson (f. 1965) [42]
- Armando Benedetti Villaneda (f. 1962) [43]
- Blanca Inés Durán Hernández [44]
- Angélica Lozano Correa [45]
- Tatiana de la Tierra [46]
- Juliana Delgado Lopera [47]

## Danmark
- Axel Axgil [48]
- Lili Elbe (f. 1882 som Einar Magnus Andreas Wegner) [49]

## Estland
- Lisette Kampus [50]
- Peeter Rebane [51]

## Finland
- Sakris Kupila [52]
- Sofi Oksanen [53]

## Frankrike
- Camille Cabral [54]
- Pierre Guénin [55]
- Christiane Taubira [56]
- Lilian Thuram, före detta fransk fotbollsspelare [57]
- Rama Yade, tidigare utrikesminister för utrikes frågor och mänskliga rättigheter i Frankrike [58]

## Tyskland
- Adolf Brand [59]
- Manfred Bruns [60]
- Volker Beck
- Benedict Friedlaender [61]
- Magnus Hirschfeld [62]
- Karl Heinrich Ulrichs [63]

## Indien
- Anand Grover [64]
- Menaka Guruswamy [65]
- Laxmi Narayan Tripathi [66]
- Anjali Gopalan [67]
- Gopi Shankar Madurai [68]
- Manvendra Singh Gohil [69]
- Harish Iyer [70]
- Ashok Row Kavi [71]
- Sridhar Rangayan
- Rose Venkatesan [72]

## Indonesien
- Dede Oetomo [73]

## Iran
- Arsham Parsi [74]
- Elham Malekpoor [75]
- Shadi Amin [76]

## Irak
- Zhiar Ali [77]

## Israel
- Imri Kalmann, tidigare medordförande för den israeliska HBT-föreningen [78]
- Yair Qedar, grundare av Israels första hbt -tidning [79]

## Irland
- Mary Dorcey [80]
- Lydia Foy [81]
- David Norris [82]
- Tonie Walsh
- Katherine Zappone [83]

## Italien
- Franco Grillini [84]
- Vladimir Luxuria [85]
- Imma Battaglia [86]

## Japan
- Taiga Ishikawa [87]
- Wataru Ishizaka [88]
- Maki Muraki (född 1974), chef för Nijiro Diversity i Osaka [89]
- Kanako Otsuji, första öppet lesbiska politiker i Japan [90]

## Kirgizistan
- Dastan Kasmamytov [91] [92]

## Litauen
- Romas Zabarauskas [93]
- Marija Aušrinė Pavilionienė [94]

## Libanon
- Georges Azzi [95]

## Mexiko
- Patria Jiménez [96]
- Nancy Cardenas, dramatiker, regissör och HBT+ -aktivist [97]
- Agnés Torres Hernández, psykolog och transgenderaktivist [98]

## Nepal
- Sunil Babu Pant, första öppet homosexuella nepalesiska politiker, tidigare chef för Blue Diamond Society [99]
- Bhumika Shrestha [100]

## Nederländerna
- Willem Arondeus [101]
- Vera Bergkamp, tidigare ordförande för världens äldsta HBT -organisation [102]
- John Blankenstein [103]
- Boris Dittrich [104]
- Coos Huijsen, första öppet homosexuella parlamentariker [105]
- Henk Krol [106]
- Marjan Sax [107]

## Nya Zeeland
- Georgina Beyer, första öppet transgenderborgmästare i NZ. [108]
- Suran Dickson [109]
- Kevin Hague [110]
- Ngahuia Te Awekotuku [111]

## Nigeria
- Matthew Blaise, aktivist involverad i End SARS [112]

## Filippinerna
- Tonette Lopez [113]
- Pojke Abunda [114]

## Polen
- Robert Biedroń [115]
- Anna Grodzka [116]
- Krzysztof Garwatowski [117]
- Krystian Legierski [118]
- Paweł Leszkowicz [119]
- Szymon Niemiec [120]

## Ryssland
- Nikolaj Aleksejev [121]
- Ali Feruz [122]
- Igor Kotjetkov, chef för HBT -nätverket [123]
- Jekaterina Samutsevitj [124]
- Evgenij Sjtorn [125]
- Michail Tumasov
- Julia Tsvetkova [126]

## Serbien
- Dejan Nebrigić [127]
- Jelena Karleuša [128]

## Sierra Leone
- FannyAnn Eddy [129]

## Singapore
- Alex Au [130]
- Paddy Chew, första person i Singapore som kom ut som HIV-positiv [131]
- Jean Chong [132]

## Somalia
- Amal Aden [133]
- Sumaya Dalmar [134]

## Sydafrika
- Abdurrazack "Zackie" Achmat [135]
- Dawn Cavanagh [136]
- Busi Khewsa [137]
- Simon Nkoli, HBT -aktivist, grundare av Gay and Lesbian Organization of the Witwatersrand [138]
- Noxolo Nogwaza [139]
- Funeka Soldaat, ledare för Free Gender Organization i Khayelitsha, Western Cape [140]
- Midi Achmat, HBT-aktivist, medgrundare av Treatment Action Campaign (TAC), Association of Bisexuals, Gays, and Lesbians (ABIGALE) och National Coalition of Lesbian and Gay Equality (NCLGE) [141] [142]

## Spanien
- Oriol Pamies [143]
- Ángeles Álvarez [144]
- Carla Antonelli [145]

## Sri Lanka
- Rosanna Flamer-Caldera [146]

## Syrien
- Abdulrahman Akkad [147]

## Taiwan
- Josephine Ho [148]
- Chi Chia-wei [149]

## Trinidad och Tobago
- Jason Jones
- Jowelle de Souza

## Uganda
- David Kato [150]
- Kasha Nabagesera [151]
- Pepe Julian Onziema

## Storbritannien
- Jeremy Bentham, jurist, filosof från 1800 -talet och juridisk och social reformator. [152]
- Bette Bourne, skådespelare, skådespelare, grundare av Gay-teatergruppen Bloolips, och en av de första moderna brittiska HBTQ+ -aktivisterna och kampanjerna. [153]
- Christine Burns , kampanj för transrättigheter, tidigare vice VD för PfC, tilldelade MBE för arbete med PfC och GRB [154] [155]
- Tanya Compas, queer Black Rights -aktivist baserad i London [156] [157]
- AE Dyson, litteraturkritiker och grundare av Homosexual Law Reform Society [158]
- Jackie Forster, skådespelerska, tv -personlighet och lesbisk kampanj [159] [160]
- Ray Gosling, författare, programföretag och homosexuella aktivist i Kampanjen för homosexuell jämlikhet . [161]
- Antony Gray, sekreterare för Homosexual Law Reform Society; Albany Trust [162] [163] offentliga ansikte
- Liam Hackett, grundare av anti-mobbning webbplats och välgörenhet Ditch the Label [164]
- Derek Jarman, filmregissör [165]
- Paris Lees, kampanjer för transrättigheter, en del av Trans Media Watch [166]
- Denis Lemon, redaktör för Gay News, inblandad i hädelse av åtal som väcktes av Mary Whitehouse [167]
- Ian McKellen, skådespelare och talesperson för Stonewall (Storbritannien) [160]
- Robert Mellors, författare från 1900 -talet och kampanjkampanj för Gay Liberation Front [168]
- Paul Patrick, anti-homofobiaktivist och pedagog [169]
- Michael Schofield, sociolog och tidig kampanj för homosexuella [170]
- Michael Steed, liberal politiker, akademiker och homosexuella aktivist i kampanjen för homosexuell jämlikhet [171]
- Ben Summerskill, tidigare verkställande direktör för Stonewall [172]
- Peter Tatchell, politiker, mänskliga rättigheter och HBT -rättighetskampanjer  [160] [168]
- Stephen Whittle, kampanj för transrättigheter och tidigare vice president för PfC och president för HBIGDA, juriprofessor vid MMU, tilldelade OBE för arbete med PfC och GRB